# ネルソン・エディ
ネルソン・エディ（Nelson Eddy, 本名：Nelson Ackerman Eddy, 1901年6月29日 - 1967年3月6日）は、アメリカ合衆国の声楽家・俳優である。

## 略歴
ロードアイランド州プロビデンスで生まれ、14歳で両親が離婚した後は独学で声楽を学んでいる。
1922年にバリトン歌手として舞台デビューし、オペラ出演やコンサート出演、ラジオ出演を重ねる。1933年メトロ・ゴールドウィン・メイヤー（MGM）と契約して映画デビューを果たした。
1935年、初の主演作『浮かれ姫君』でジャネット・マクドナルドと共演し、その後二人のコンビ作は8作品に及んでいる。1942年マクドナルドと共演した『I Married an Angel』の主演を最後に7年間過ごしたMGMを離れた。ユニバーサル・ピクチャーズで2作出演の契約をし、1943年、ユニバーサル1作目としてテクニカラー大作『オペラの怪人』にアナトール役で主演した。この映画ではクロード・レインズが怪人役、スザンナ・フォスターがクリスティーヌ役を演じた。1944年、ユニバーサル2作目の『Follow the Boys 』ではマクドナルドと再び共演したが、エディは『オペラの怪人』の出来に気を悪くしてエディもマクドナルドもそれ以上の契約更新はしなかった。
50年代以降もレコーディング・テレビ出演などで精力的に活動したが、1967年パームビーチのホテルのショーに出演中脳溢血のため亡くなった。

## 主な映画出演作
- ダンシング・レディ Dancing Lady (1933)
- 浮かれ姫君 Naughty Marietta (1935)
- ローズ・マリイ Rose-Marie (1936)
- 君若き頃 Maytime (1937)
- Rosalie (1937)※日本劇場未公開
- ポルカの歌姫 The Girl of the Golden West (1938)
- Sweethearts (1938)※日本劇場未公開
- Let Freedom Ring (1939)※日本劇場未公開
- Balalaika (1939)※日本劇場未公開
- ニュウ・ムウン New Moon (1940)
- Bitter Sweet (1940)※日本劇場未公開
- The Chocolate Soldier (1941)※日本劇場未公開
- I Married an Angel (1942)※日本劇場未公開
- オペラの怪人 Phantom of the Opera (1943)
- Knickerbocker Holiday (1944)※日本劇場未公開
- メイク・マイン・ミュージック Make Mine Music (1946)※声の出演、日本では短篇アニメ『くじらのウィリー』として上映
- Northwest Outpost (1947)※日本劇場未公開